# Foramen grand palatin
Le foramen grand palatin est l'orifice du canal grand palatin qui se situe dans le palais osseux près du bord postérieur entre l'os palatin et l'os maxillaire et devant les petits foramens palatins.
Une rainure le prolonge vers l'avant et médialement.
Le foramen et la rainure sont la voie de passage de l'artère palatine descendante et du nerf grand palatin.

## Variations anatomique
Le foramen grand palatin est lié à la 3e molaire supérieure dans 55 % des cas, à la 2e molaire dans 12 % des cas, entre la 2e et la 3e molaire dans 19 % des cas et derrière les molaires dans 14 % des cas.
La forme du foramen est normalement allongée antéro-postérieurement, mais dans de rares cas il est en forme de croissant.